# Alofi (đảo)

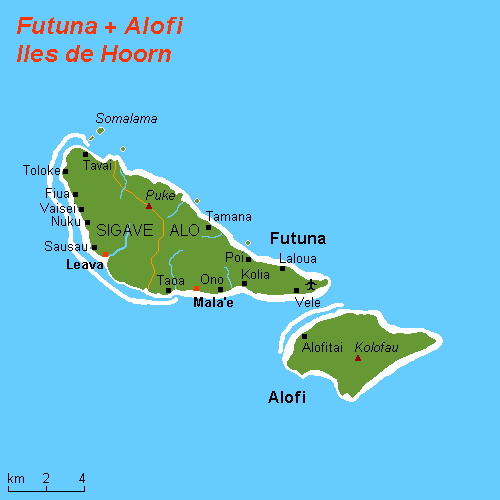
Đảo Alofi trong Quần đảo Horn

Alofi là một hòn đảo ở Thái Bình Dương, đảo thuộc Cộng đồng Hải ngoại Wallis và Futuna của Pháp. Đảo gần như không có người cư trú (năm 2005 chỉ có 15 người) và nằm dưới quyền hành chính của Trưởng khu Alo ở đảo Futuna lân cận. Trước khi người châu Âu đến, đảo vốnlà một nơi khá đông đúc. Alofi chỉ cách Futuna 2 km về phía đông nam. Những người dân trên đảo Futuna có đồn điền ở Alofi sẽ đến đây Chủ Nhật hàng tuần để chăm sóc khu vườn của họ. Các cây trồng phổ biến là cây thuốc lá, họ có thể đủ hút chúng trong suốt cả tuần
Đảo có diện tích 19 km² và Núi Kolafau có đính cao nhất với 417 mét